# برج فوشای
برج فوشای (به انگلیسی: Foshay Tower) یک آسمان‌خراش در ایالات متحده آمریکا است که در مینیاپولیس واقع شده‌است.